# Bill Junior
Bill Junior (Little Bill) est une série télévisée d'animation américaine en 52 épisodes de 23 minutes basée sur les livres de Bill Cosby, diffusée à partir du 28 novembre 1999 au 23 juin 2003 sur Nick Jr..
En France, la série a été diffusée sur TF1 dans TF! puis sur Nickelodeon Junior et au Canada francophone à partir d'octobre 2002 sur TFO.

## Synopsis
Inspirée des souvenirs d'enfance du comédien Bill Cosby, cette série suit la vie quotidienne d'un petit garçon de 5 ans qui, à l'aide de sa famille et de ses amis, apprend grâce au monde qui l'entoure ! 
Curieux et plein d'énergie, Bill Junior explore les événements ordinaires et extraordinaires qui font partie de la vie quotidienne d'un enfant et s'émerveille de toutes les découvertes qu'il fait.
Découvrir quelle est sa passion, appréhender l'arrivée d'un petit nouveau dans la famille, ou encore qu'est ce que la varicelle ; Bill Junior apprend petit à petit comment fonctionne la vie avec sagesse et beaucoup d'humour...

## Distribution

### Voix originales
- Xavier Pritchett : Bill Jr. Glover
- Gregory Hines : Bill Sr. Glover
- Phylicia Rashad : Brenda Glover
- Monique Beasley : April Glover
- Devon Malik Beckford (saisons 1-2), Tyler James Williams (saisons 3-4) : Billy Glover
- Ruby Dee : Alice (l'arrière-grand-mère)
- Zach Tyler Eisen : Andrew Mulligan
- Eunice Cho puis Emily Cleckner : Kiku
- Vincent Canales : Dorado
- Naksia Williams (saison 1), Kianna Underwood (saisons 2-4) : Fuchsia Glover
- Cole Hawkins : Monty
- Bill Cosby : Captain Brainstorm

## Personnages récurrents
- Bill Senior, son père, fan de Jazz
- Brenda, sa maman
- April, sa sœur
- Bobby, son frère
- Alice, sa grand-mère
- Fuchsia, sa cousine
- Andrew, son meilleur ami
- Kikou, son amie
- Madame Murray, sa maîtresse (institutrice en maternelle)

## Épisodes
| Saison | Saison | Épisode | États-Unis       | États-Unis       |
| Saison | Saison | Épisode | Début de saison  | Fin de saison    |
| ------ | ------ | ------- | ---------------- | ---------------- |
|        | 1      | 9       | 28 novembre 1999 | 19 juin 2000     |
|        | 2      | 12      | 4 novembre 2000  | 4 décembre 2000  |
|        | 3      | 12      | 7 mai 2001       | 25 novembre 2002 |
|        | 4      | 19      | 18 février 2003  | 23 juin 2003     |

1. Le Zoo
2. 1 Dollar
3. La Chasse au Trésor
4. Ce qu'il ne faut pas faire
5. Un faux pas qui mène à l'hôpital"
6. Le Garçon d'honneur
7. Le Mariage de Madame Murray
8. Copieur
9. Le Jeu de la méchanceté
10. Le Choix
11. Zoupi tizou
12. La Partie de Basket
13. La Promesse
14. Le Parc d'attractions
15. Vermicelle
16. Chienphone
17. Eléphant parti
18. Mon animal domestique
19. La Fête d'anniversaire
20. Le Cadeau d'anniversaire
21. La Fête des mères
22. La Varicelle
23. Bill et Bill vont au travail
24. Le Camping
25. Le Petit Jardin public
26. La Couverture magique
27. Samedi, jour de naufrage
28. On va aux toilettes
29. les Guppies
30. La Meilleure Façon de jouer
31. Bébé Jamal
32. Le Photographe
33. La Photo de classe
34. Roulez jeunesse !
35. Les Aventures du capitaine tempêtes
36. Le Voyage de maman
37. La Leçon de violon
38. La Visite de Monty
39. Monty rugit
40. C'est mieux avec les copains
41. Le Track
42. Un grand garçon
43. Le Bouton de fleur
44. Le Chef de table
45. Bill junior le garçon qui rétrécit
46. La Balançoire des grands